# Bayou Country
| Recensione                        | Giudizio    |
| --------------------------------- | ----------- |
| AllMusic                          | [ 4 ]       |
| Debaser                           | [ 5 ]       |
| The New Rolling Stone Album Guide | [ 6 ]       |
| Sputnikmusic                      | 3.5 (Great) |
| Piero Scaruffi                    | [ 8 ]       |
| Ondarock                          | [ 9 ]       |
| Dizionario del Pop-Rock           | [ 10 ]      |
| 24.000 dischi                     | [ 11 ]      |

Bayou Country è il secondo album in studio dei Creedence Clearwater Revival, pubblicato il 5 gennaio 1969 dalla Fantasy Records.

## Il disco
Fu il primo album di successo della band statunitense, dominato dallo stile della band, lo swamp rock. I pezzi Keep on' Chooglin (suonato sempre per ultimo nei concerti), Graveyard Train (il più lungo dell'album), Bootleg e Born on the Bayou (il cui tema è il misticismo di etnia cajun), infatti, sono estremamente somiglianti. L'ultimo di essi ebbe molto successo, con la sua andatura incalzante, ma il pezzo forte dell'album però fu Proud Mary, che arrivò 2# in Billboard Hot 100 e che decretò, molto probabilmente, il successo di Bayou Country.

## Tracce

### LP
Lato A (F-2715)
Testi e musiche di John Fogerty.
1. Born on the Bayou – 5:10
2. Bootleg – 2:58
3. Graveyard Train – 8:32

Lato B (F-2716)
Testi e musiche di John Fogerty, eccetto dove indicato.
1. Good Golly Miss Molly – 2:38 (Robert Bumps Blackwell, John Marascalco)
2. Penthouse Pauper – 3:37
3. Proud Mary – 3:07
4. Keep On Chooglin' – 7:40

### CD
Edizione CD (40º anniversario) del 2008, pubblicato dalla Fantasy Records (0888072308770)
Testi e musiche di John Fogerty, eccetto dove indicato.
1. Born on the Bayou – 5:15
2. Bootleg – 3:02
3. Graveyard Train – 8:36
4. Good Golly Miss Molly – 2:42 (Robert Bumps Blackwell, John Marascalco)
5. Penthouse Pauper – 3:38
6. Proud Mary – 3:08
7. Keep On Chooglin' – 7:42
8. Bootleg – 5:47 – Traccia bonus - Alternate Take
9. Born on the Bayou – 4:47 – Traccia bonus - Live in London, England, 9/28/71
10. Proud Mary – 2:50 – Traccia bonus - Live in Stockholm, Sweden, 9/21/71
11. Crazy Otto – 8:48 – Traccia bonus - Live at The Fillmore, San Francisco, CA, 3/14/69

## Formazione
- John Fogerty - voce principale, chitarra solista, armonica
- Tom Fogerty - chitarra ritmica
- Stu Cook - basso
- Doug Clifford - batteria

## Produzione
- John Fogerty - produttore
- Chris Clough - produttore riedizione su CD (40º anniversario)
- George Horn - mastering CD
- Basul Parik - foto copertina frontale album originale
- Malcolm Barker - foto retrocopertina album originale
- Joel Selvin - note copertina[12][13]

## Classifica
Album
| Anno | Classifica             | Posizione raggiunta |
| ---- | ---------------------- | ------------------- |
| 1969 | Billboard 200          | 7                   |
| 1969 | Top R&B/Hip-Hop Albums | 41                  |

Singoli
| Anno | Titolo del brano | Classifica             | Posizione raggiunta |
| ---- | ---------------- | ---------------------- | ------------------- |
| 1969 | Proud Mary       | Billboard Hot 100      | 2                   |
| 1969 | Proud Mary       | Official Singles Chart | 8                   |